# 中寨镇 (新晃县)
中寨镇是中华人民共和国湖南省怀化市新晃侗族自治县下辖的一个乡镇级行政单位。

## 行政区划
中寨镇下辖以下地区：
中寨社区、中寨村、岑枫村、大寨村、计寨村、草场村、新赛村、赛容村、地堡村、中团村、公道村、恩溪村、江米村、半江村、沟溪村、祥冲村、省溪村、降溪村、牛场村、头家村和岑兰村。

## 历史
清朝，此地名叫“中和市”。
1951年，它属于第六区。
1956年7月，中寨乡设立。1984年12月升格为中寨镇。2015年10月，碧朗乡的稳溪、约溪、阿况等村和李树乡的龙塘村并入中寨镇。

## 地理
中寨镇坐落在新晃侗族自治县东南部，北面是禾滩镇，西面是扶罗镇，西南是贡溪镇，东北是步头降苗族乡，东面是米贝苗族乡。
中和溪流经中寨镇。

## 经济
中寨镇主要依靠农业和地方工业，木材、烟草、中药材是主要收入来源，大米和土豆是地方主食。

## 交通
232省道横穿中寨镇中部，西至扶罗镇，东接米贝苗族乡。

## 旅游景点
中寨镇的风雨桥是当地旅游景点，2003年重建。